# Oratori de la Divina Pastora
L'Oratori de la Divina Pastora és una obra de Palafrugell (Baix Empordà) protegida com a Bé Cultural d'Interès Local.

## Descripció
Capella-oratori rupestre al costat de llevant d'una penya granítica situada en un relleix del penya-segat de la muntanya de Sant Sebastià que cau sobre el mar, sota el santuari hostatgeria. S'hi arriba per un estret camí que surt de la plaça del santuari. La capella té l'entrada feta d'obra, amb mur de pedra i morter i una porta amb reixa. A l'interior de la petita cova hi ha un altar per a col·locar-hi la imatge. A fora hi ha un banc de pedra. Es tracta d'un conjunt molt rústic.

## Història
La petita cova podia haver servit d'eremitori. Tant l'oratori com el camí havia estat abandonat. S'ha arranjant i s'hi ha col·locat una nova imatge.